# Guncati (Barajevo)
Pour les articles homonymes, voir Guncati.
Guncati (en serbe cyrillique : Гунцати) est une localité de Serbie située dans la municipalité de Barajevo et sur le territoire de la Ville de Belgrade. Selon les données du recensement de 2011, elle compte 2 752 habitants,.
Guncati est une localité rurale en forte croissance démographique (1 718 habitants au rencensement de 1991).

## Géographie

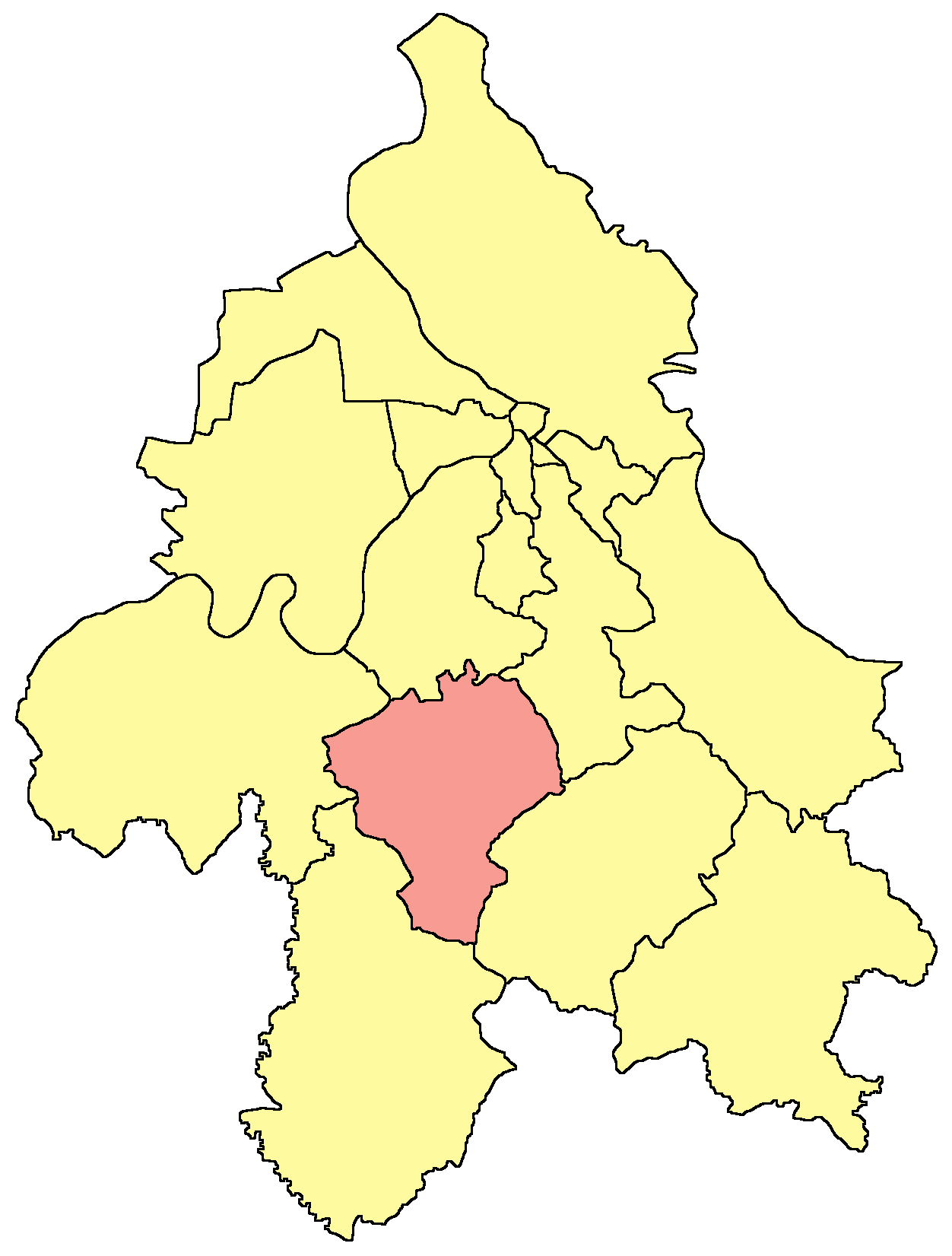
Localisation de la municipalité de Barajevo dans la Ville de Belgrade

Guncati est situé à l'ouest de Barajevo, dans les faubourgs de Belgrade, à mi-chemin entre la ligne ferroviaire Belgrade-Bar et l'Ibarska magistrala, la « route de l'Ibar ». Une partie de la forêt de Lipovica se trouve sur son territoire.

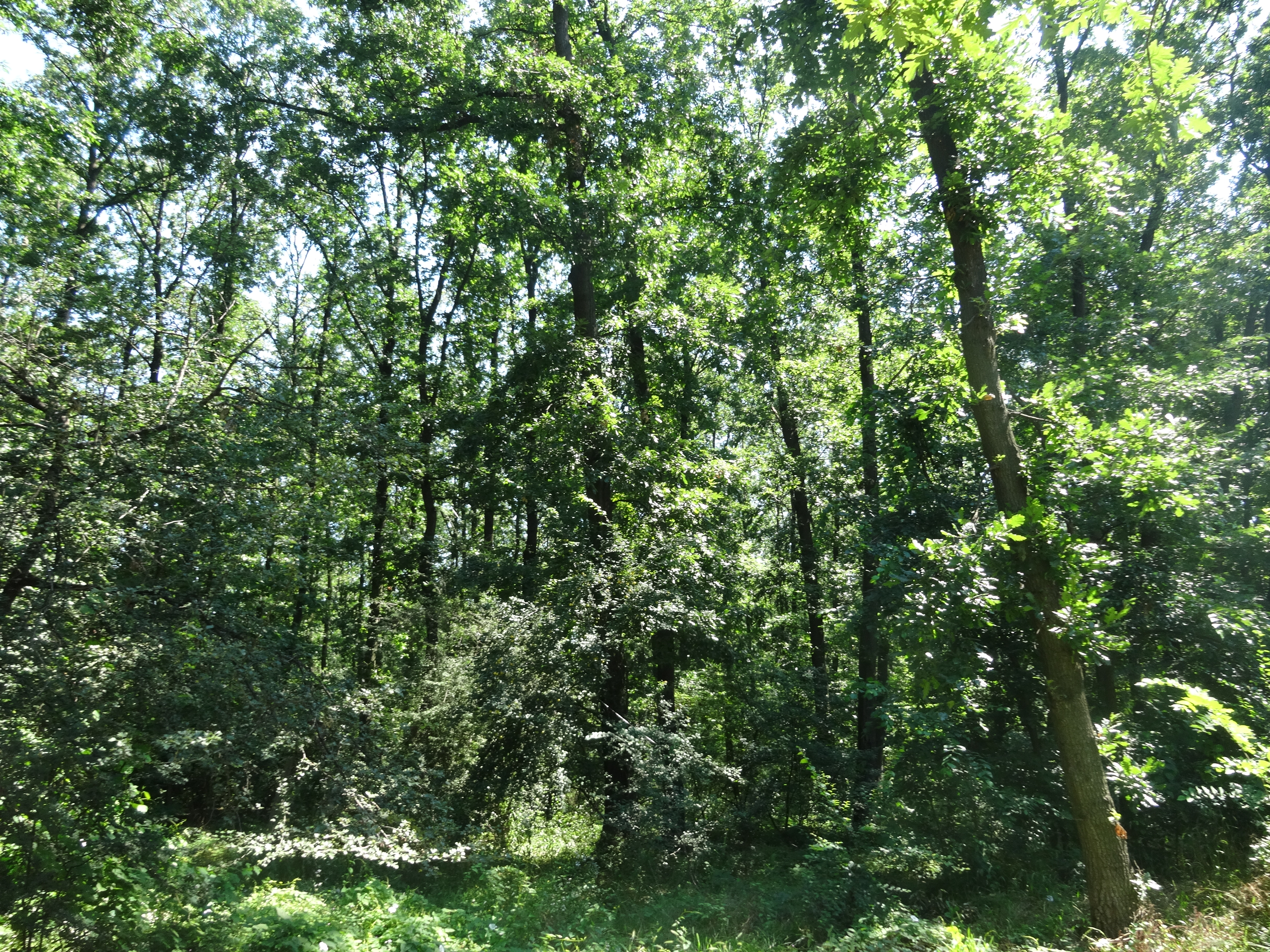
Vue de la forêt de Lipovica

La localité est entourée par les localités suivantes :
|                | Barajevo (Forêt de Lipovica) |          |
| Meljak Baćevac | Guncati                      | Barajevo |
|                | Baćevac Barajevo             |          |

## Histoire

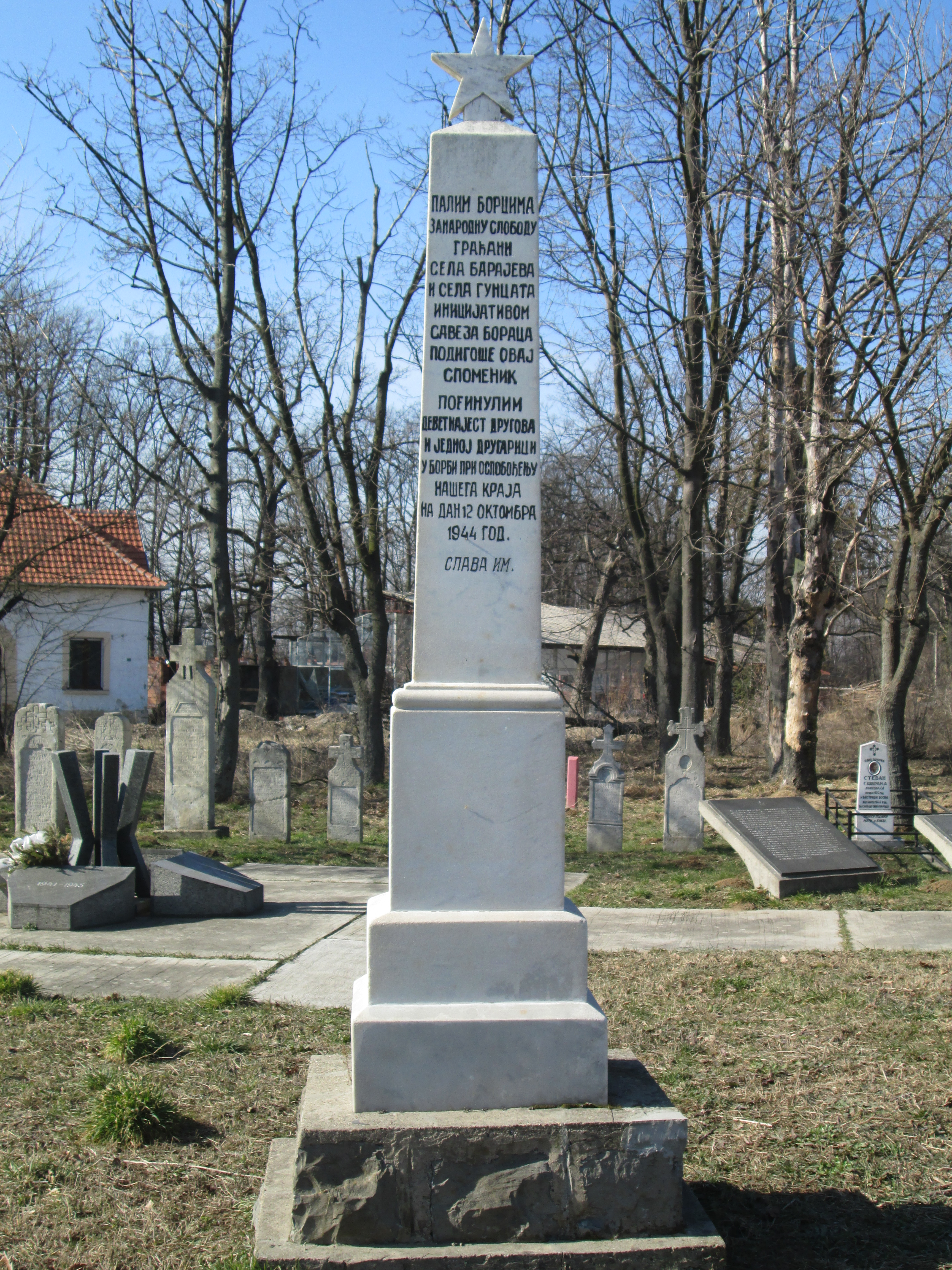
Monument aux morts de la Seconde guerre mondiales

## Démographie

### Évolution historique de la population
| 1948  | 1953  | 1961  | 1971  | 1981  | 1991  | 2002  | 2011   |
| ----- | ----- | ----- | ----- | ----- | ----- | ----- | ------ |
| 1 209 | 1 273 | 1 239 | 1 163 | 1 409 | 1 718 | 2 102 | 2 752, |

|  |

### Données de 2002
Pyramide des âges (2002)
En 2002, l'âge moyen de la population était de 38,6 ans pour les hommes et 41,7 ans pour les femmes.
Répartition de la population par nationalités (2002)
En 2002, les Serbes représentaient 93,76 % de la population ; le village abritait notamment une petite minorité de Monténégrins (1,23 %).

### Données de 2011
En 2011, l'âge moyen de la population était de 43,2 ans, 41,7 ans pour les hommes et 44,8 ans pour les femmes.